# マルギリス

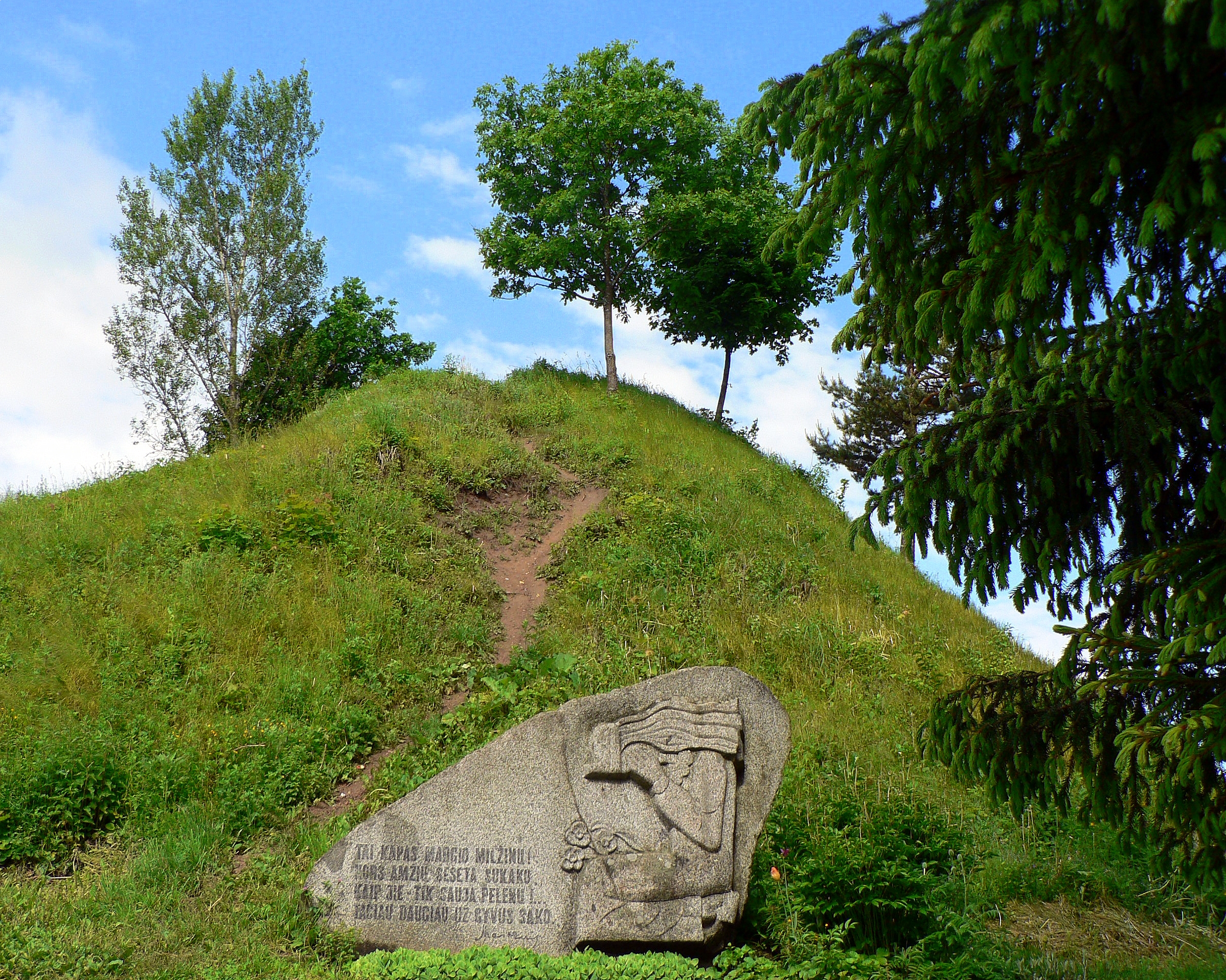
ピレナイ城の伝統的な位置であるプニアのマルギリスの丘。

マルギリス（Margiris, 1336年没）は、ジェマイティヤ公で、ヴィーガンド・フォン・マリンブルクの年代記では1336年のジェマイティアのピレナイにおける英雄的な守備者として言及されている中世リトアニアの侯である。ドイツ騎士団の包囲に対する守備が失敗するとマルギリス及びその他の守備兵は城を焼き払い、敵に何も残さずに自殺することを決めた。
マルギリスはリトアニア社会では高い地位を有しており、その証拠として1329年にドイツ騎士団を助けに来たボヘミア国王ヨハン・フォン・ルクセンブルクとの決闘を行っている。後に決闘のルールを破ったことでマルギリスは身代金を支払わなければならなかった。1326年にブランデンブルク辺境伯に侵入した際に強奪した神聖ローマ皇帝ルートヴィヒ4世によって鋳造された貨幣を共用していた。仮にマルギリスが支配階級の者ではなかったなら、ヨハンは彼との戦いを格が下がったものと見做し、マルギリスは戦利品を分け合おうことはなかった。 
マルギリスの家族に関しては、年代記は1329年以降にフランスに行った息子についてのみ言及しており、その妻は名前のないクレルモン伯家の者である。 資料がマルギリスの高い地位と富を証明したことから、歴史家のアルヴィダス・ニクジェンタイティスはマルギリスはリトアニア大公ブトヴィーダスの息子でゲディミナスの兄弟であるとの結論に傾いている。 
マルギリスとその勇敢さの物語は広く知られるようになり、そこから1855年にヴワディスワフ・シロコムラによって書かれたポーランド語の叙事詩などの作品を生みだし、リトアニアでは人気を得た。